# Museo del Mar de Altea
El Museo del Mar de Altea se encuentra en Altea, Alicante, España. Es un lugar donde se comprende la enorme vinculación histórica de los alteanos con el mar a través de su aprovechamiento y conocimiento. 
El Museo está ubicado en el antiguo astillero Orozco, una de las empresas más importantes de la Comunidad Valenciana de la época de los 60 y ha sido creado para enseñar a los visitantes la historia de altea que siempre ha estado ligada al mar. 
En el Museo del mar altea, se pueden ver desde fotos antiguas de Altea (Alicante), de los astilleros, embarcaciones recuperadas, distintos aparejos navales, artilugios de pesca como: el palangre, pesca trasmallo, pesca de arrastre, un mascarón de proa, una sala de maquetas navales entre las que se encuentran una maqueta impresionante del mítico Titanic, así como de los distintos buques escuela de España, Italia, Portugal, Noruega, Alemania, maquetas pesqueras de época, una nave egipcia etc.
- Datos: Q5396828